# Adrian Smith (estadístico)
Sir Adrian Frederick Melhuish Smith (nacido el 9 de septiembre de 1946) es un estadístico británico que es presidente de la Royal Society, expresidente de la Royal Statistical Society y ex director del Instituto Alan Turing.

## Biografía
Adrian Smith nació el 9 de septiembre de 1946 en Dawlish, Devon. Estudió en el Selwyn College de Cambridge y en laUniversity College de Londres, donde su supervisor de doctorado fue Dennis Lindley.

## Trayectoria académica

### Antecedentes profesionales
Desde 1977 hasta 1990, Smith fue profesor de estadística y jefe del departamento de matemáticas de la Universidad de Nottingham. Posteriormente en el Imperial College de Londres fue director del departamento de matemáticas. 
En 1990, escribió un influyente artículo junto con Alan E. Gelfand, que llamó la atención sobre la importancia de la técnica del muestreador de Gibbs para los problemas de integración numérica bayesiana. También fue coautor del artículo fundamental sobre el filtro de partículas (Gordon, Salmond y Smith, 1993). 
De 1996 a 1998, fue miembro del Consejo Asesor de la Oficina de Estadísticas Nacionales. De 1991 a 1998, fue asesor estadístico de la Inspección de Residuos Nucleares. Desde 1982 a 1987, fue asesor en Análisis Operacional del Ministerio de Defensa. 

### Periodo contemporáneo
En 2001, fue elegido miembro de la Royal Society. Su mención como miembro de la misma incluyó "sus diversas contribuciones a la estadística bayesiana. Sus monografías son las más completas disponibles y su trabajo ha tenido un gran impacto en el desarrollo de herramientas de monitoreo para médicos".
En abril de 2008, Smith fue nombrado director general de ciencia e investigación en el Departamento de Innovación, Universidades y Habilidades (que luego se fusionó con otros departamentos para formar el BEIS del Reino Unido). Asumió su cargo en septiembre de 2008. Su remuneración anual por este cargo fue de £160.000. 
En 2011, Smith fue nombrado como caballero (en inglés, Knight Bachelor) en los honores de Año Nuevo.
El 1 de septiembre de 2012, Smith fue designado en la Universidad de Londres, como vicerrector. Smith fue ex vicerrector adjunto, también de la Universidad de Londres.
En agosto de 2018, renuncia al vicerrectorado en Londres para asumir como Director Institucional y Director Ejecutivo del Instituto Alan Turing.  
En 2023, fue invitado al programa The Life Scientific de BBC Radio 4. 

## Aportes científicos
En teoría estadística, Smith es un defensor de la estadística bayesiana y la práctica basada en la evidencia, una extensión general de la medicina basada en la evidencia a todas las áreas de la política pública.
Con Antonio Machi tradujo al inglés la Teoría de la probabilidad de Bruno de Finetti. 
En materia de enseñanza de matemáticas y estadística, Smith dirigió el equipo que produjo el Informe Smith sobre la educación matemática secundaria en el Reino Unido.

## Doctorados honoris causa
En 2011, Smith recibió un Doctorado Honoris Causa en Ciencias de la Universidad de Plymouth. 
En 2015, se le otorgó un Doctorado Honoris Causa en Ciencias de la Universidad Estatal de Ohio . 
En 2020, recibió un Doctorado Honoris Causa de la Universidad Federal de Río de Janeiro. También recibió doctorados honorarios de la City University, la Universidad de Loughborough, la Queen Mary y la Universidad de Londres .